# Рожњача
Рожњача (лат. cornea), је провидни кружни предњи део ока.
Рожњача је јако тврде конзистенције, по чему је и добила име (тврда као рог). У пречнику има 11-12 милиметара, а дебела је око пола милиметра. Рожњача је грађена од пет слојева. На површини је вишеслојни плочасти епител. Предња мембрана, или мембрана Боумани, дели епител од строме. Строма сачињава највећи део дебљине рожњаче. Она је грађена у виду провидних плоча, које су у ствари модификоване ћелије. Строма завршава са задњом мембраном, која је отпорна на интраокуларни притисак, а она се по аутору зове мембрана Дескемети. Унутрашњи слој рожњаче комуницира са предњом очном собицом. Овај слој је грађен од танких ендотелних ћелија и означава се као ендотел.
Рожњача нема крвних судова и исхрањује се путем дифузије из околног ткива. Провидност рожњаче и њена правилна закривљеност су основе за добар вид. У случају мутнина на рожњачи (леуком) као последице болести или повреде, долази до знатног смањења вида. Неправилна закривљеност рожнице се огледа ако постоји астигматизам ока или купаста закривљеност (кератоконус).
Упала рожњаче се зове кератитис.